# Апостольська адміністратура Атирау
Апостольська адміністратура Атирау (лат. Apostolica Administratio Atirauensis) — римо-католицька апостольська адміністратура з центром (кафедрою) в місті Атирау (Казахстан). Підпорядкована Архідієцезії Пресвятої Діви Марії. Територія дієцезії охоплює Актюбінську, Західно-Казахстанську, Мангістауської та Атирауську область.
Була утворена 7 липня 1999 року і підпорядкована Карагандинській дієцезії. У 2003 році вона стала адміністратури-суфраганом новоствореної архідієцезії Пресвятої Діви Марії. Хоча апостольські адміністратури з центрами в Алма-Аті і Караганді були підвищені в статусі до дієцезій, адміністратура з центром в Атирау залишена в своєму статусі через нечисленність католиків в цьому регіоні.
Головним храмом апостольської адміністратури служить Собор Преображення Господнього в Атирау, освячений у серпні 2002 року. Адміністратуру очолює Дариуш Бурас.
За даними на 2017 рік на території апостольської адміністратури було 6 парафій у містах Атирау, Актобе, Хромтау, Уральськ, Актау та Кульсари, 9 ченців священиків (загальне число монахинь - 6). Загальне число католиків оцінюється в 2 650 осіб.